# Convolvulus arvensis

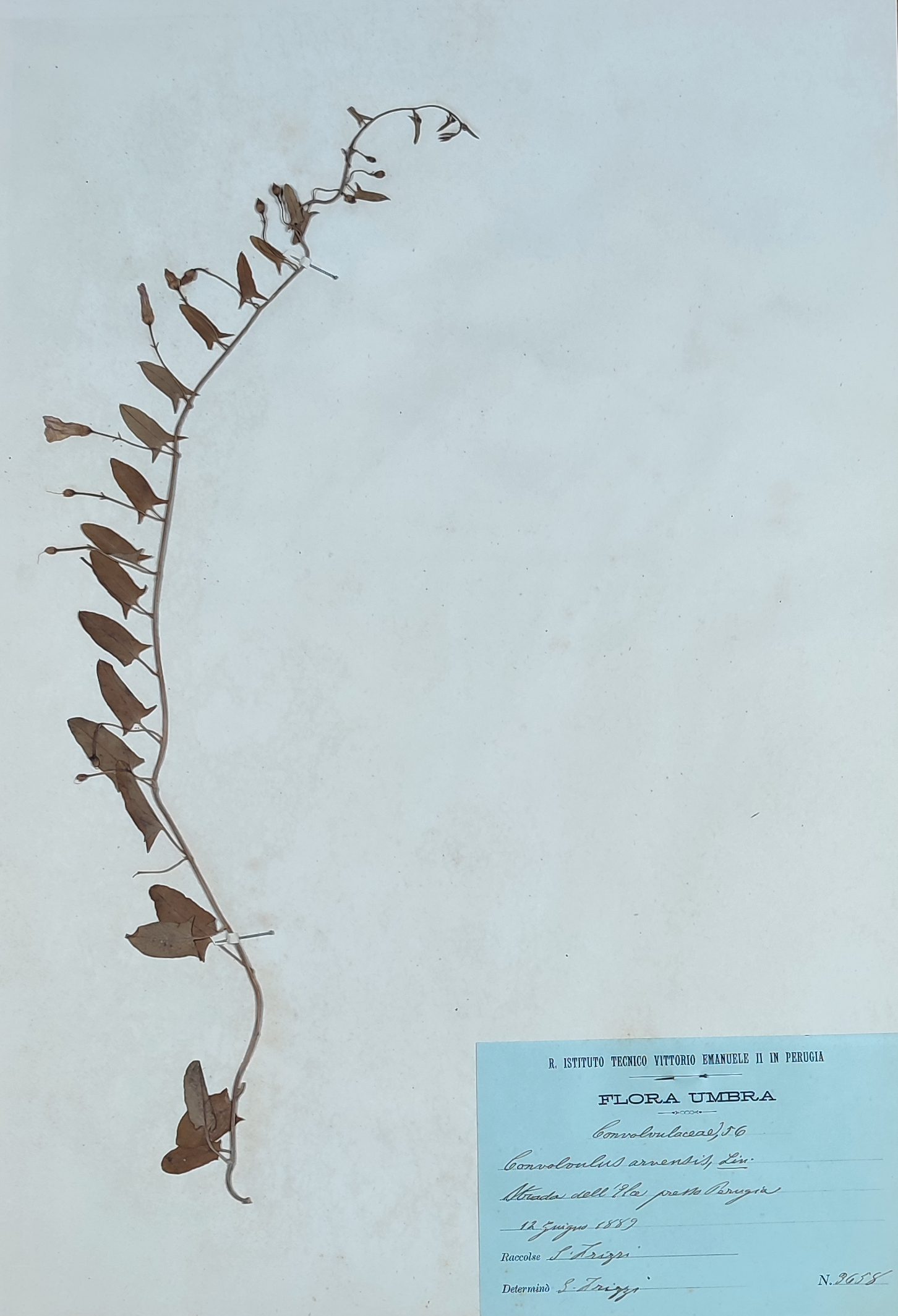
Convolvolo raccolto in Umbria e conservato in erbario

Il convolvolo o vilucchio (Convolvulus arvensis L., 1753 ) è una pianta della famiglia delle Convolvulace,  diffusa in Europa,   Asia e Africa, molto comune in tutta Italia, dalla pianura alla media montagna.
È una nota infestante del mais.

## Descrizione

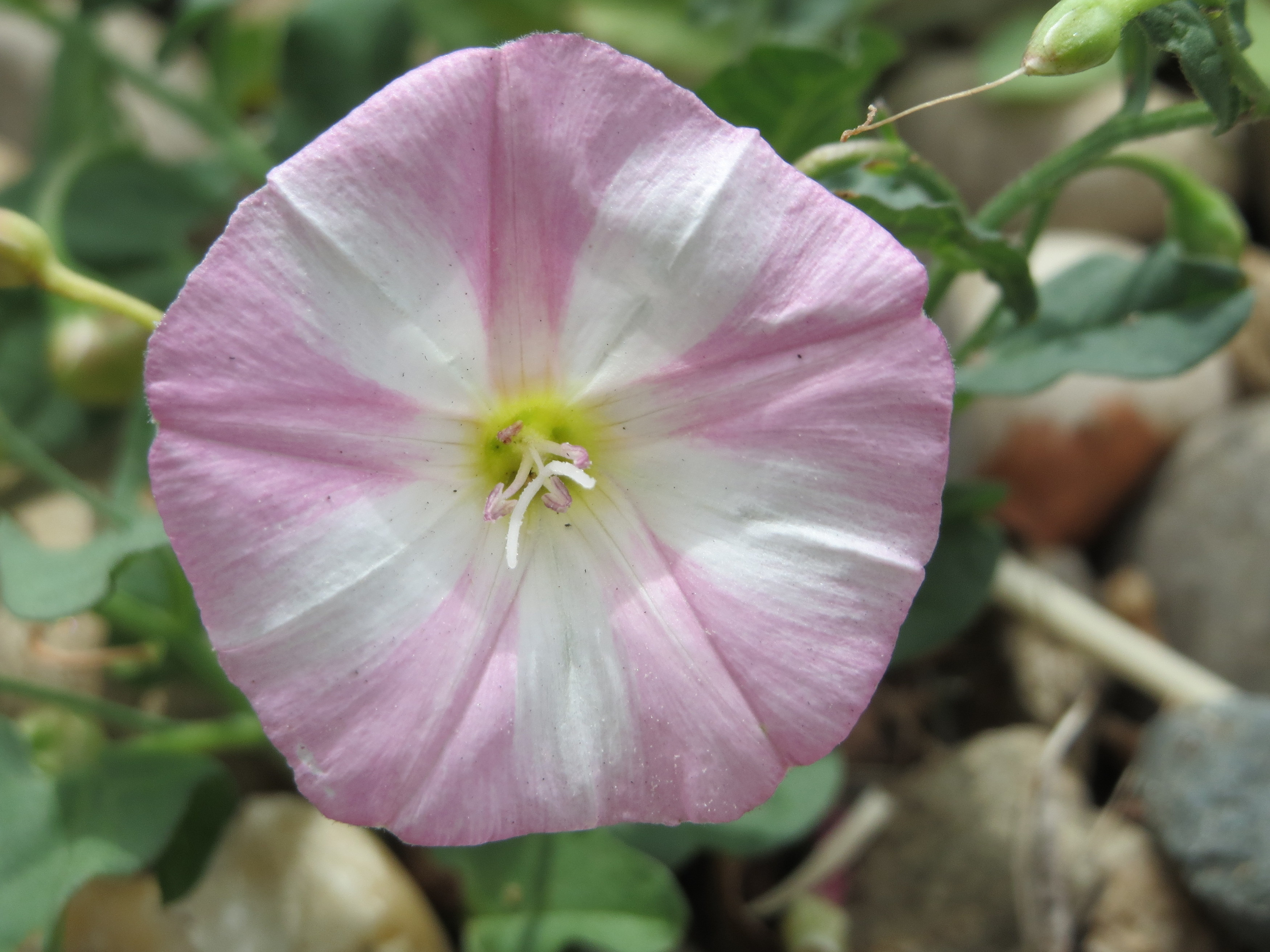
Fiore

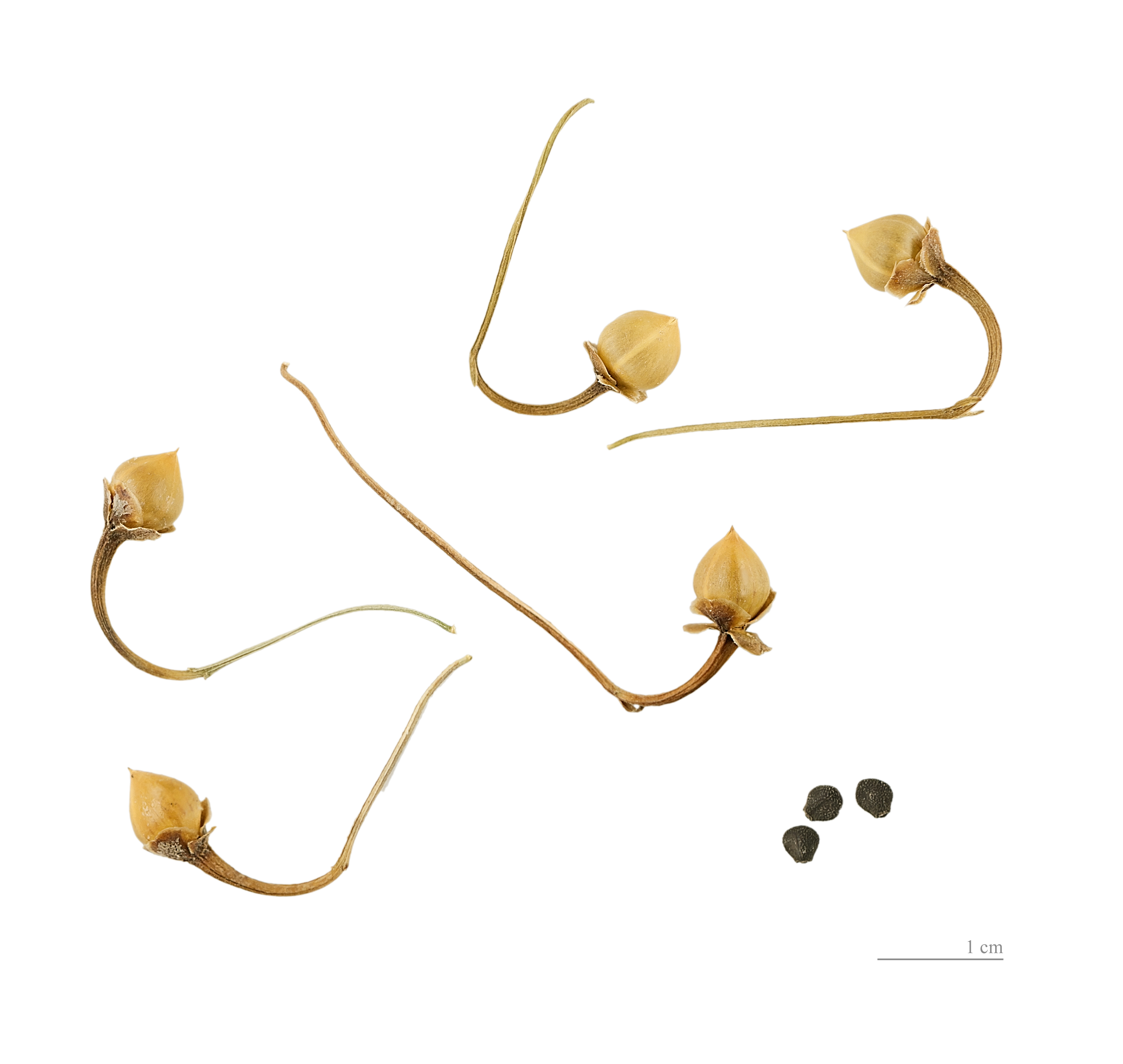
Capsule e semi.

La forma biologica è G rhiz - Geofita rizomatosa, cioè è una pianta con un rizoma sotterraneo che ogni anno emette radici e fusti.
È una pianta erbacea perenne, rampicante o strisciante, che raggiunge a maturità una lunghezza di 0,5–2 m. Possiede un rizoma biancastro e fusti erbacei generalmente avvolti verso sinistra.
Ha foglie spiralate, da lineari a cuoriformi, lunghe 2–5 cm, larghe 2–3 cm e con picciolo di 1–3 cm. 
I fiori, portati all'ascella delle foglie mediane, hanno calice e corolla entrambi campanulati: il calice, erbaceo, di 4–5 mm, la corolla da 1 a 2,5 cm di diametro, di colore bianco o rosa pallido, con cinque strisce radiali di un rosa leggermente più scuro. Il fiore ha antere violacee e stimma bianco con due lobi divergenti. Fiorisce da aprile a ottobre.
Il frutto è una capsula sferica glabra.

## Tassonomia

### Varietà
È presente in due varietà:
- Convolvulus arvensis var. arvensis, a foglie larghe;
- Convolvulus arvensis var. linearifolius, a foglie lineari.

## Usi
Nonostante produca fiori attraenti e pur costituendo un ottimo foraggio per conigli, è spesso considerato una sgradita pianta infestante nei giardini e negli orti a causa della sua rapida crescita e del conseguente soffocamento delle piante coltivate.
È pianta visitata dalle api per il suo nettare.

## Riferimenti nella cultura
In una delle leggende raccolte dai Fratelli Grimm, La tazzetta della Madonna, e attestata anche in paesi come la Toscana, questo fiore venne usato dalla Madonna per bere vino quando aiutò a liberare il carretto di un carrettiere. La leggenda narra che "il piccolo fiore viene ancora chiamato Tazzetta della Madonna".